# Neogastropoda
Ordre
Les Neogastropoda forment un ordre de mollusques appartenant à la classe des gastéropodes prosobranches marins. 

## Caractéristiques

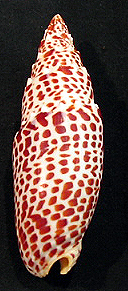
Mitra papalis, un Mitridae.

L’ordre des Neogastropoda est un large clade de gastéropodes marins, répartis en sept superfamilles et 42 familles. Ils sont caractérisés par un peigne respiratoire, un système nerveux concentré notamment sous forme de ganglions cérébroïdes, un siphon et un opercule. La radula montre dans de nombreuses espèces de trois à cinq dents par rangées mais elle peut être modifiée, comme chez les cônes par exemple. Plusieurs familles sont venimeuses. La coquille présente un canal siphonal développé. Les sexes sont séparés. On les trouve des eaux tropicales aux eaux polaires, et à toutes les profondeurs. La majorité est carnivore ou nécrophage. Un très faible nombre d’espèces vit en eau douce. 
Certaines de ces espèces ont régressé ou sont menacées par la pollution de l'eau, la surexploitation de leur collecte (coquillages recherchés par les collectionneurs ou vendus aux touristes) ou des problèmes de reproduction (phénomènes d'imposex induits par des perturbateurs endocriniens présents en faible dose dans l'eau).

## Liste des familles
Selon World Register of Marine Species (16 mars 2016) :
- super-famille Buccinoidea Rafinesque, 1815
  - famille Austrosiphonidae Cotton & Godfrey, 1938
  - famille Belomitridae (en) Kantor, Puillandre, Rivasseau & Bouchet, 2012
  - famille Buccinanopsidae Galindo, Puillandre, Lozouet & Bouchet, 2016
  - famille Buccinidae Rafinesque, 1815
  - famille Busyconidae Wade, 1917 (1867)
  - famille Chauvetiidae Kantor, Fedosov, Kosyan, Puillandre, Sorokin, Kano, R. Clark & Bouchet, 2021
  - famille Colidae Gray, 1857
  - famille Colubrariidae Dall, 1904
  - famille Columbellidae Swainson, 1840
  - famille Cominellidae Gray, 1857
  - famille Dolicholatiridae Kantor, Fedosov, Kosyan, Puillandre, Sorokin, Kano, R. Clark & Bouchet, 2021
  - famille Echinofulguridae (nl) Petuch, 1994 †
  - famille Eosiphonidae Kantor, Fedosov, Kosyan, Puillandre, Sorokin, Kano, R. Clark & Bouchet, 2021
  - famille Fasciolariidae Gray, 1853
  - famille Melongenidae Gill, 1871 (1854)
  - famille Nassariidae Iredale, 1916 (1835)
  - famille Pisaniidae Gray, 1857
  - famille Prodotiidae Kantor, Fedosov, Kosyan, Puillandre, Sorokin, Kano, R. Clark & Bouchet, 2021
  - famille Prosiphonidae Powell, 1951
  - famille Retimohniidae Kantor, Fedosov, Kosyan, Puillandre, Sorokin, Kano, R. Clark & Bouchet, 2021
  - famille Tudiclidae Cossmann, 1901
- super-famille Conoidea Fleming, 1822
  - famille Borsoniidae Bellardi, 1875
  - famille Bouchetispiridae (en) Kantor, Strong & Puillandre, 2012
  - famille Clathurellidae H. Adams & A. Adams, 1858
  - famille Clavatulidae Gray, 1853
  - famille Cochlespiridae Powell, 1942
  - famille Conidae Fleming, 1822
  - famille Conorbidae de Gregorio, 1880
  - famille Drilliidae Olsson, 1964
  - famille Fusiturridae Abdelkrim, Aznar-Cormano, Fedosov, Kantor, Lozouet, Phuong, Zaharias & Puillandre, 2018
  - famille Horaiclavidae Bouchet, Kantor, Sysoev & Puillandre, 2011
  - famille Mangeliidae P. Fischer, 1883
  - famille Marshallenidae Abdelkrim, Aznar-Cormano, Fedosov, Kantor, Lozouet, Phuong, Zaharias & Puillandre, 2018
  - famille Mitromorphidae Casey, 1904
  - famille Pseudomelatomidae Morrison, 1966
  - famille Raphitomidae Bellardi, 1875
  - famille Terebridae Mörch, 1852
  - famille Turridae H. Adams & A. Adams, 1853 (1838)
- super-famille Mitroidea Swainson, 1831
  - famille Charitodoronidae Fedosov, Herrmann, Kantor & Bouchet, 2018
  - famille Mitridae Swainson, 1829
  - famille Pyramimitridae Cossmann, 1901
- super-famille Muricoidea Rafinesque, 1815
  - famille Muricidae Rafinesque, 1815
- super-famille Olivoidea Latreille, 1825
  - famille Ancillariidae Swainson, 1840
  - famille Bellolividae Kantor, Fedosov, Puillandre, Bonillo & Bouchet, 2017
  - famille Benthobiidae Kantor, Fedosov, Puillandre, Bonillo & Bouchet, 2017
  - famille Olividae Latreille, 1825
  - famille Pseudolividae De Gregorio, 1880
- super-famille Turbinelloidea Swainson, 1835
  - famille Columbariidae Tomlin, 1928
  - famille Costellariidae MacDonald, 1860
  - famille Ptychatractidae W. Stimpson, 1865
  - famille Turbinellidae Swainson, 1835
  - famille Volutomitridae Gray, 1854
- super-famille Volutoidea Rafinesque, 1815
  - famille Cancellariidae Forbes & Hanley, 1851
  - famille Cystiscidae W. Stimpson, 1865
  - famille Granulinidae G. A. Coovert & H. K. Coovert, 1995
  - famille Marginellidae J. Fleming, 1828
  - famille Marginellonidae Coan, 1965
  - famille Volutidae Rafinesque, 1815
- non-assignés
  - famille Babyloniidae Kuroda, Habe & Oyama, 1971
  - famille Harpidae Bronn, 1849
  - famille Strepsiduridae Cossmann, 1901
- super-famille Sarganoidea (nl) Stephenson, 1923 †
  - famille Pyropsidae Stephenson, 1941 †
  - famille Sarganidae (nl) Stephenson, 1923 †
  - famille Volutodermatidae Pilsbry & Olsson, 1954 †
- Neogastropoda fossiles non assignés
  - famille Johnwyattiidae (en) Serna, 1979 †
  - famille Perissityidae (en) Popenoe & Saul, 1987 †
  - famille Pseudotritoniidae (nl) Golikov & Starobogatov, 1987 †
  - famille Pyramimitridae (en) Cossmann, 1901
  - famille Speightiidae (en) Powell, 1942
  - famille Taiomidae (en) Finlay & Marwick, 1937 †
  - famille Weeksiidae (en) Sohl, 1961 †

## Galerie

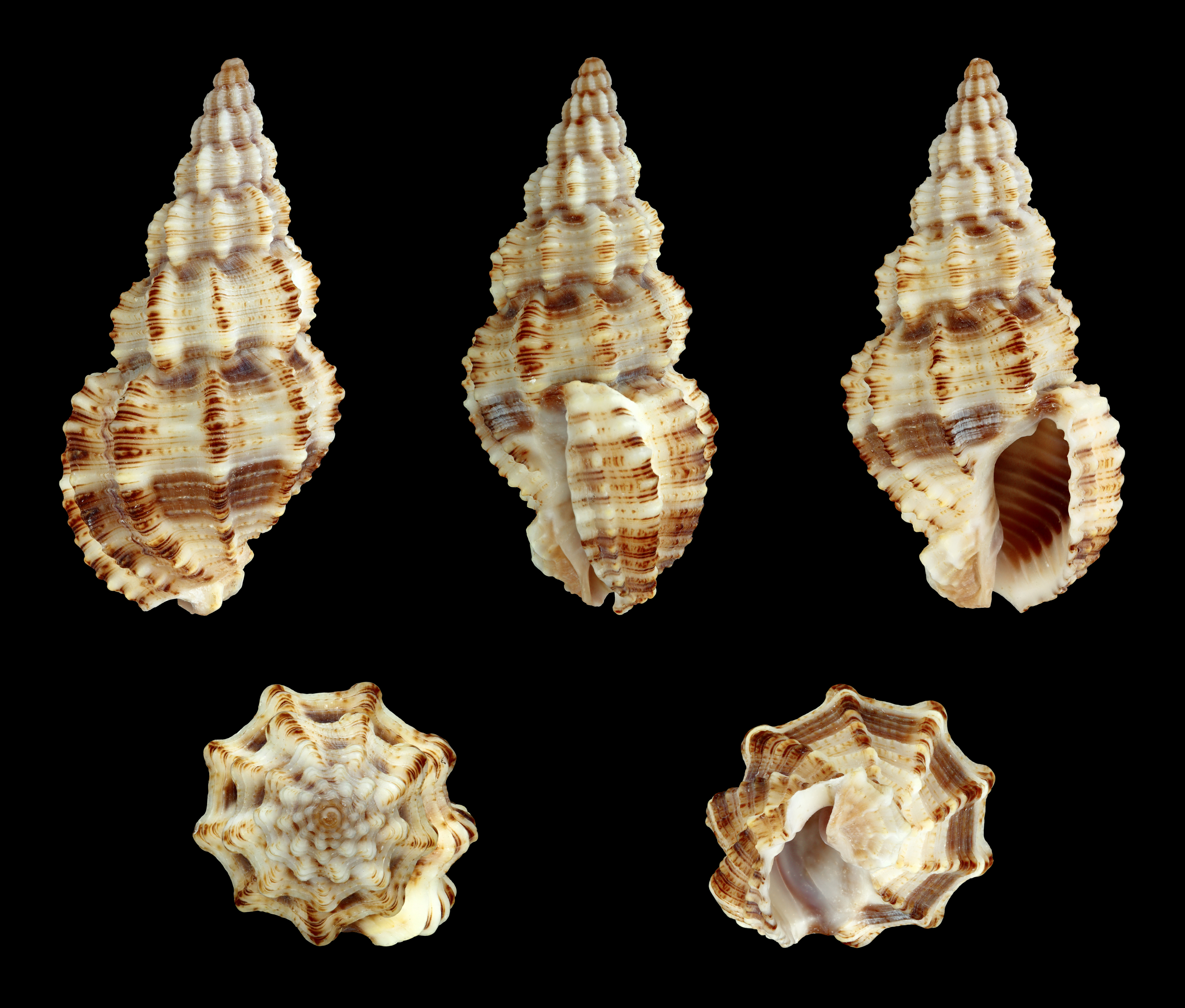
Phos senticosus, un Buccinidae.
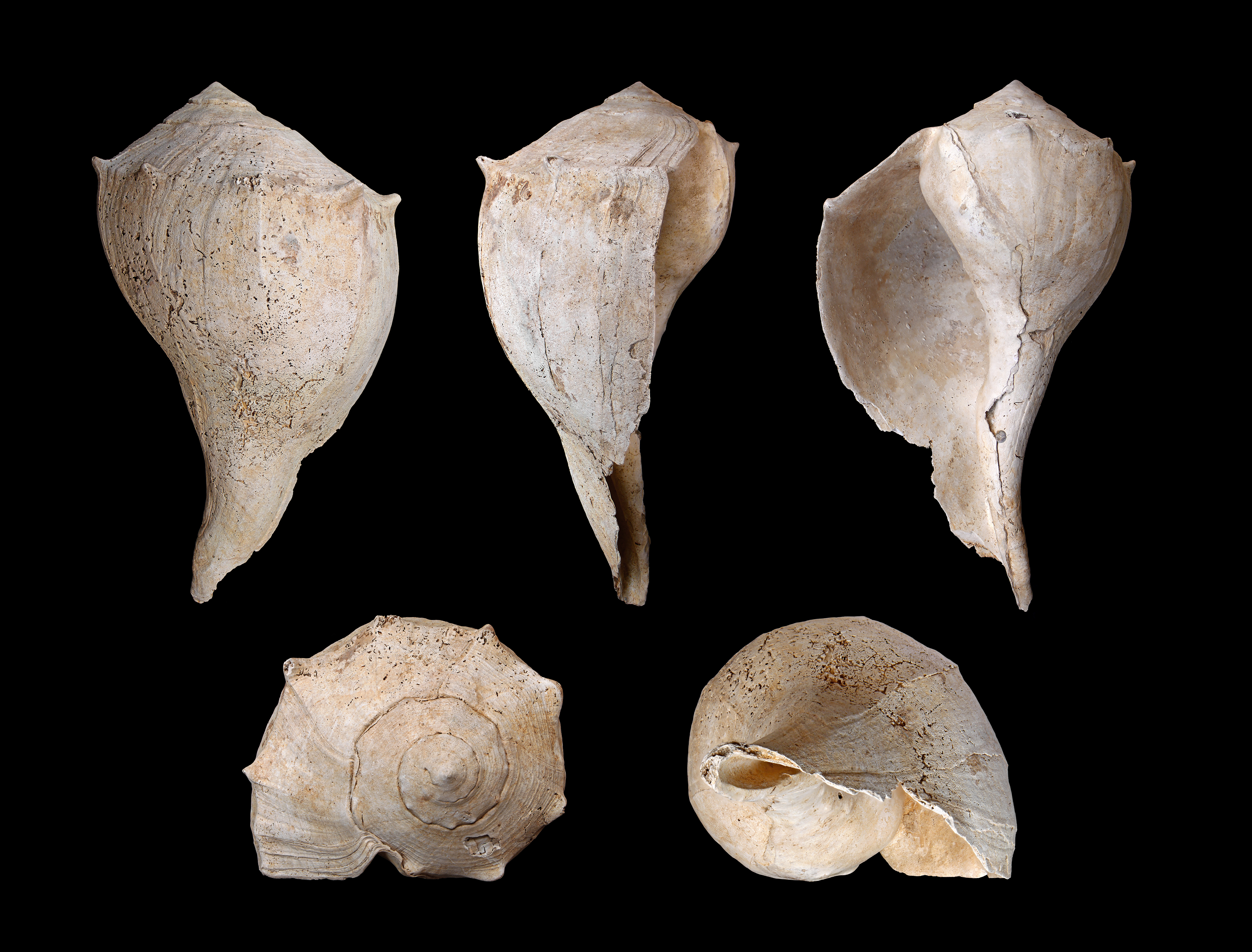
Busycon contrarium, un Busyconidae.
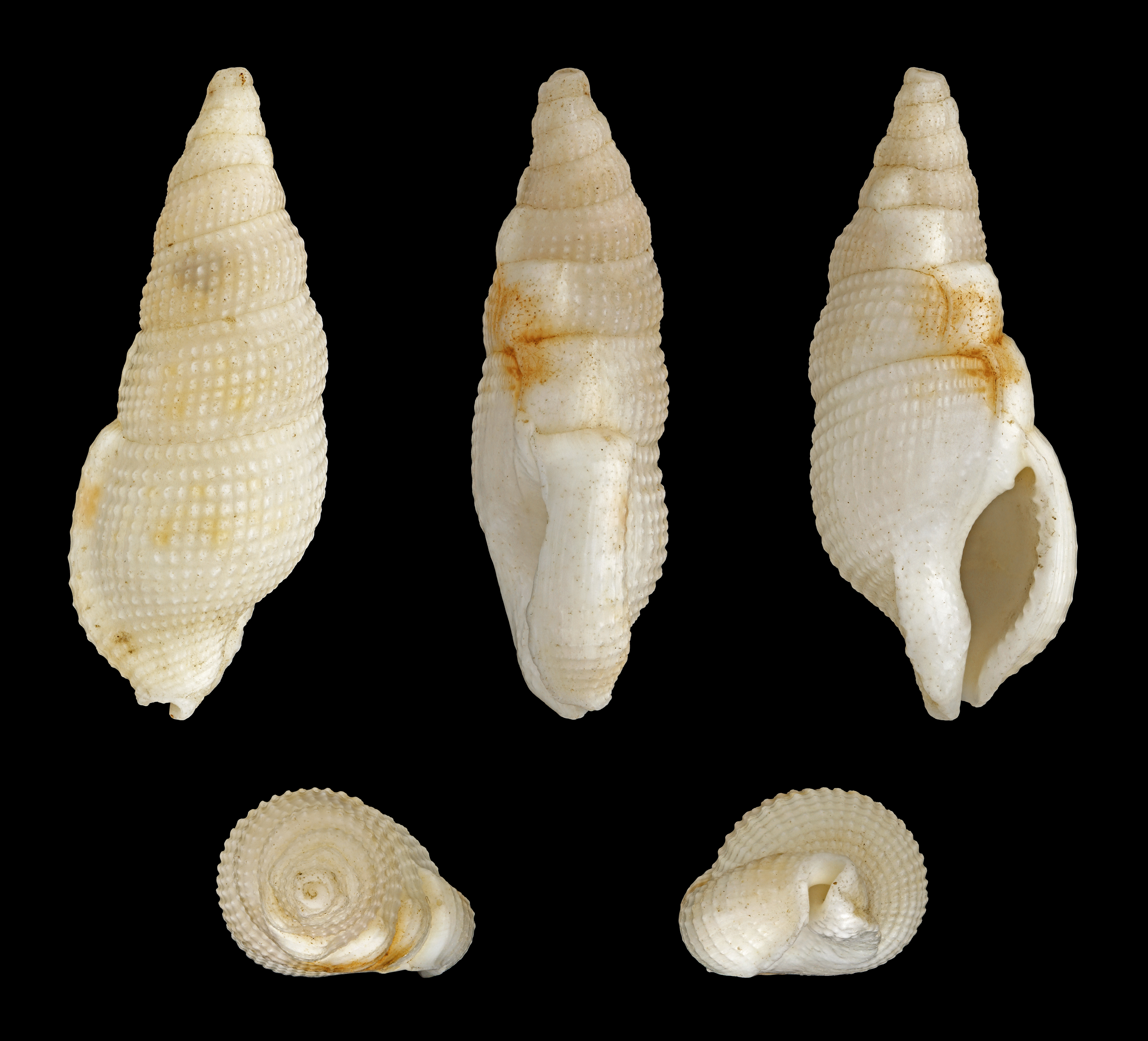
Colubraria tortuosa (nl), un Colubrariidae.
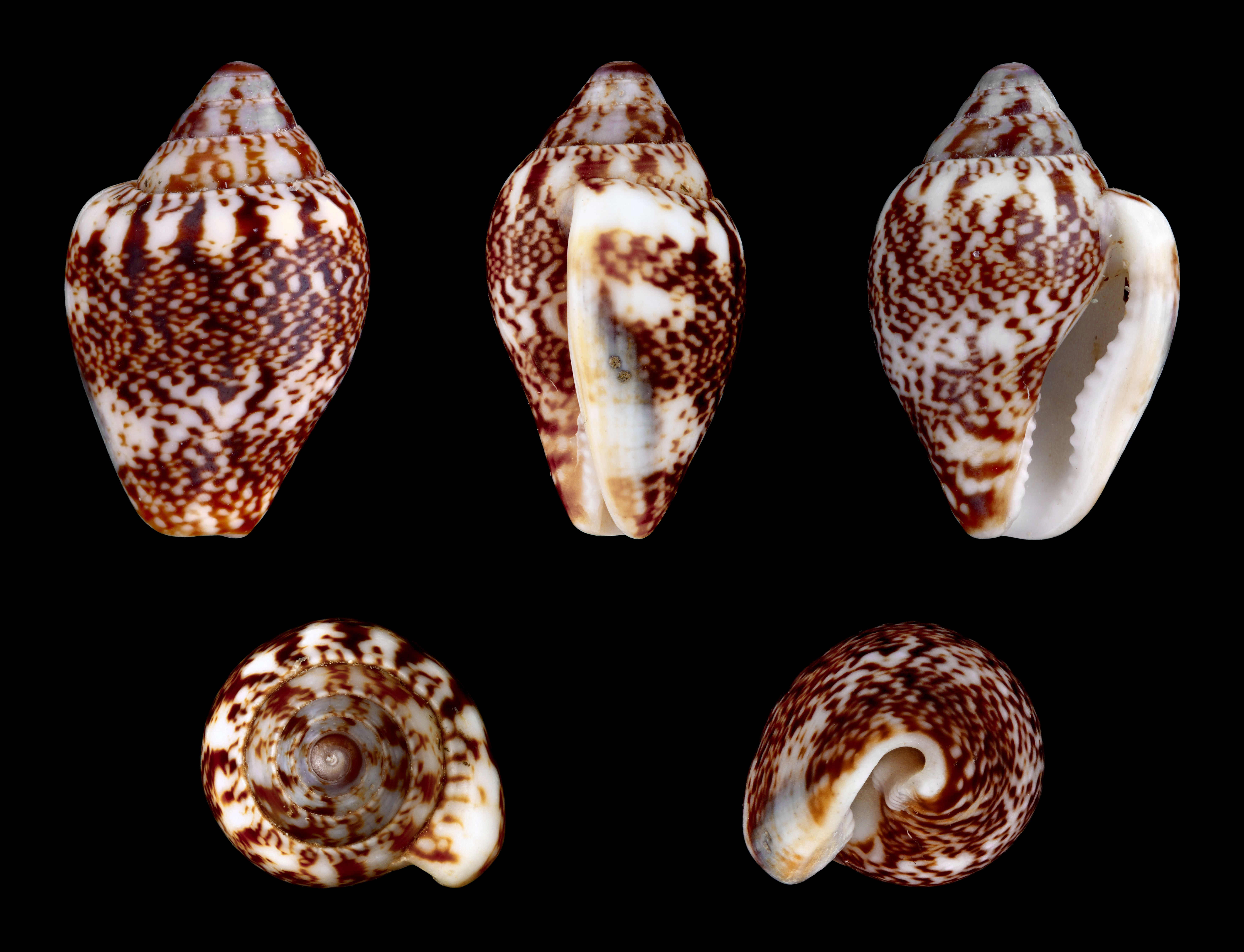
Columbella rustica (en), un Columbellidae.
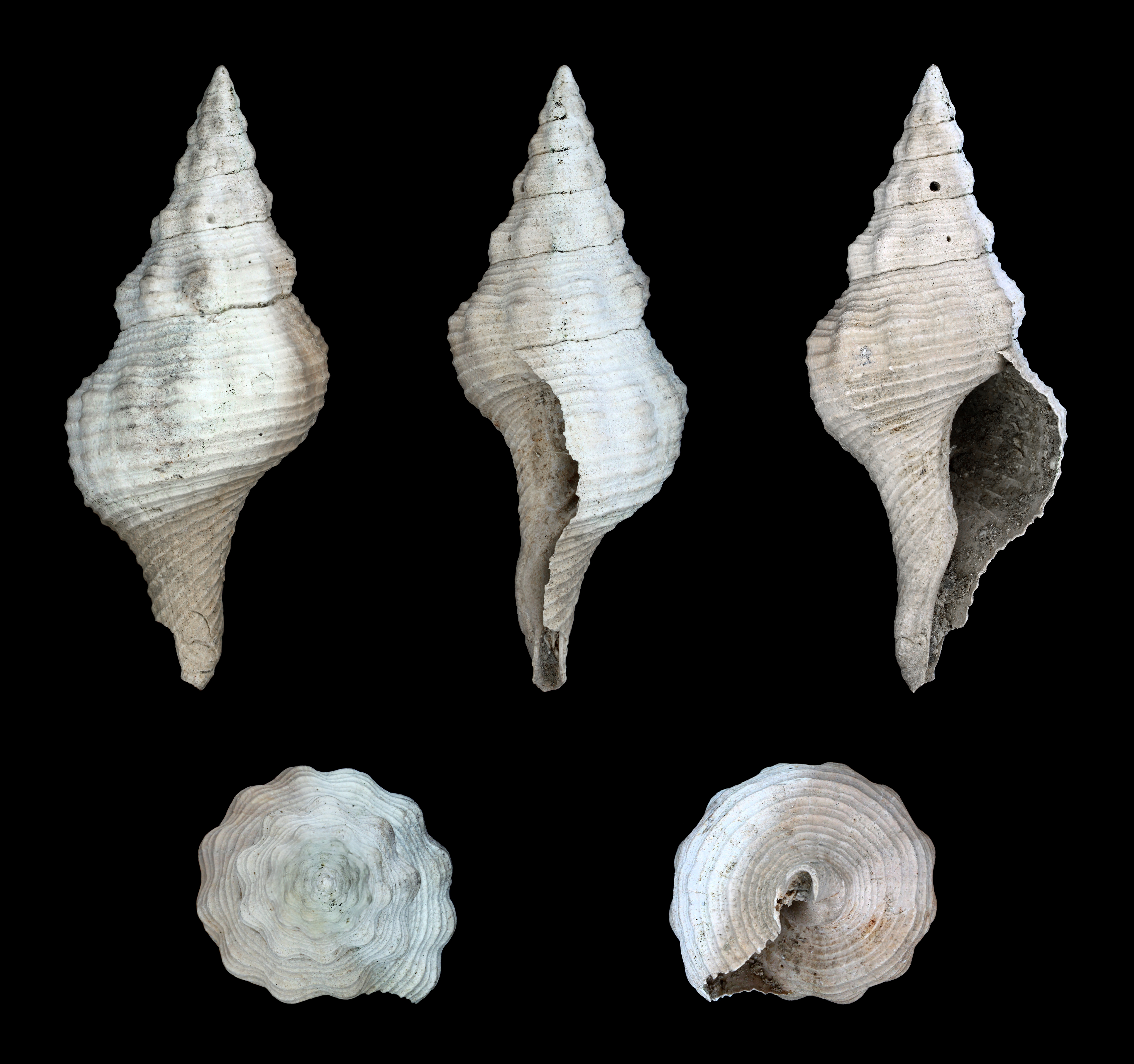
Fasciolaria scalarina, un Fasciolariidae.
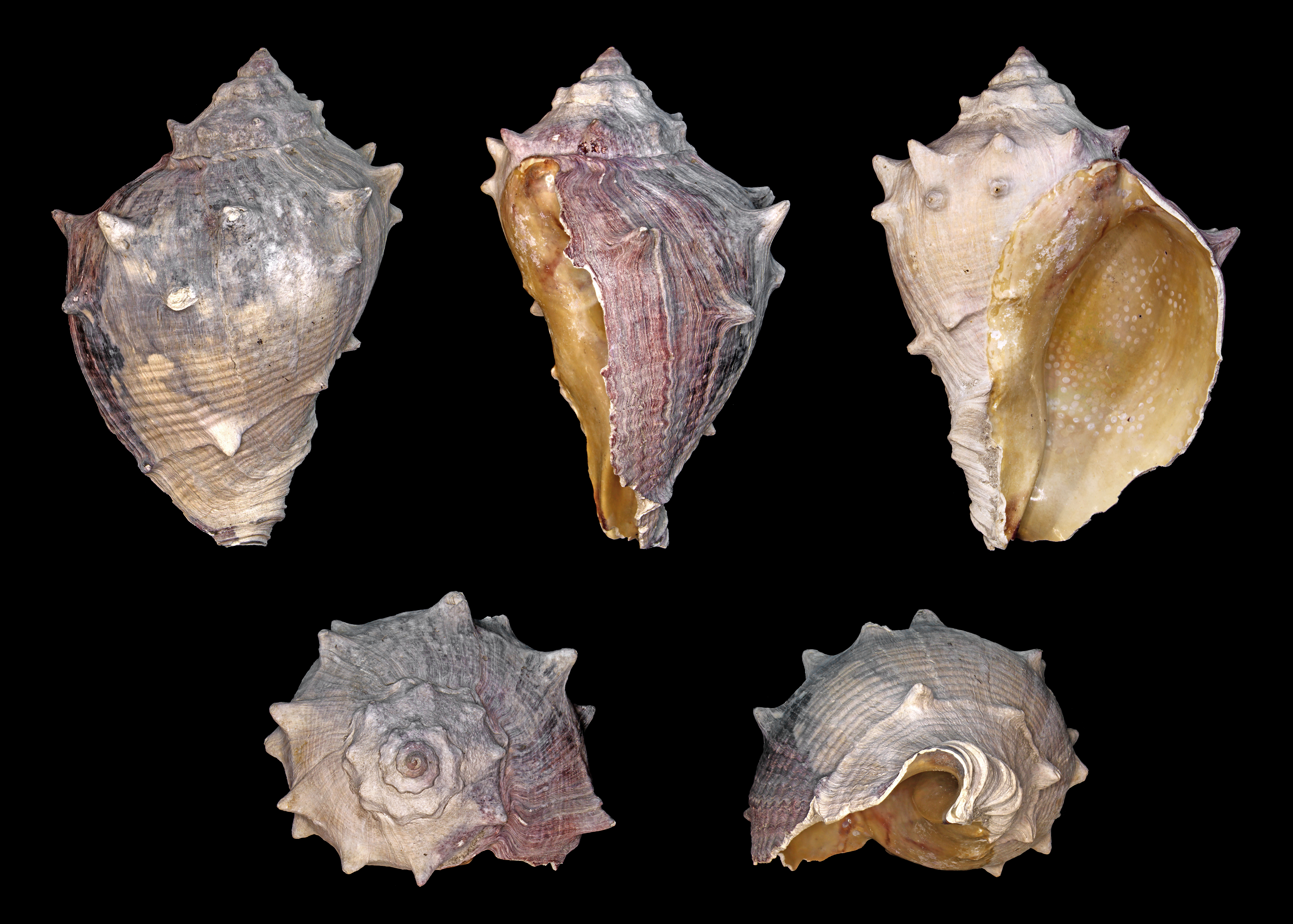
Melongena consors, un Melongenidae.
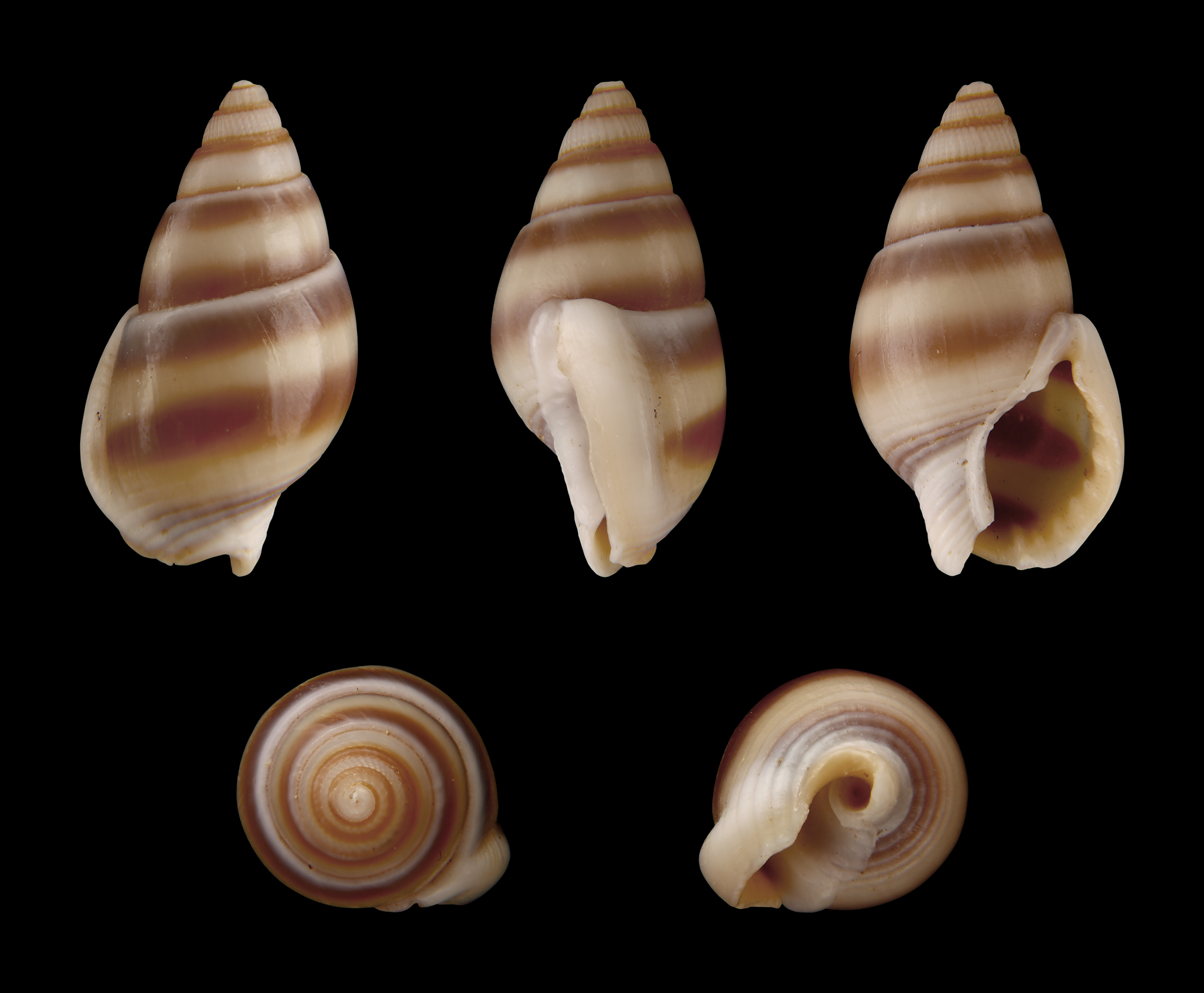
Nassarius reeveanus (en), un Nassariidae.
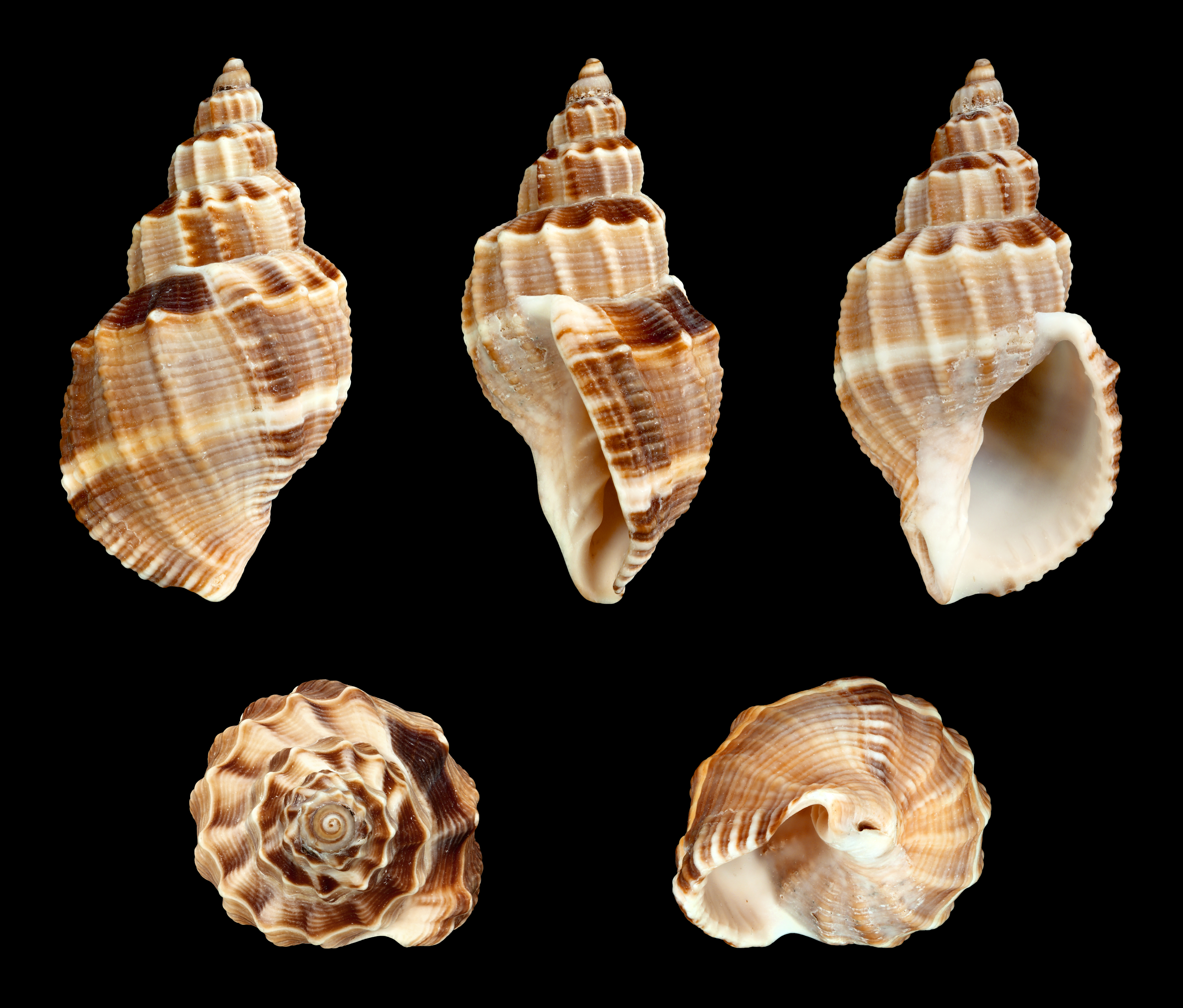
Sydaphera spengleriana (en), un Cancellariidae.
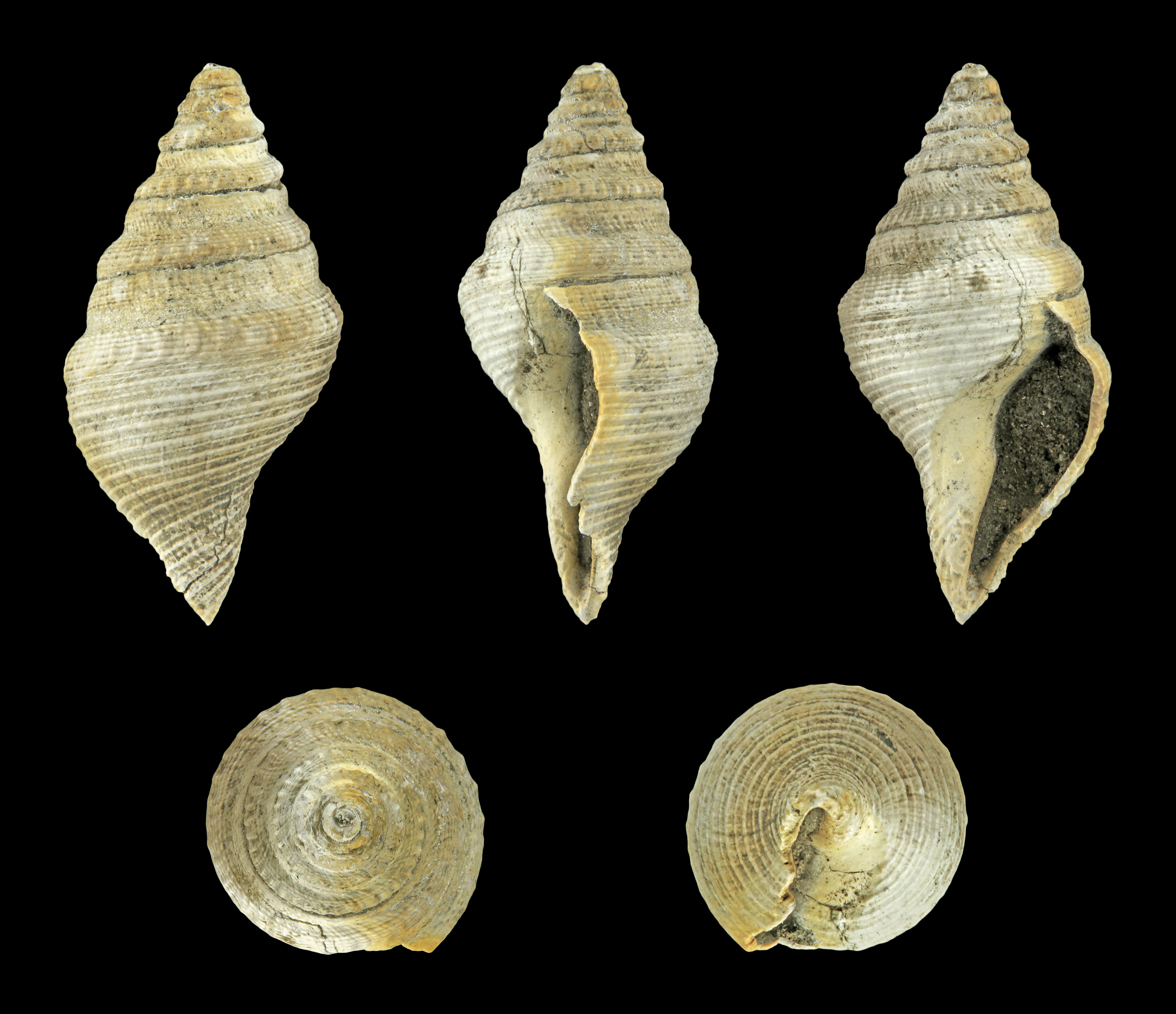
Bathytoma cataphracta (en) jugleri, un Borsoniidae.
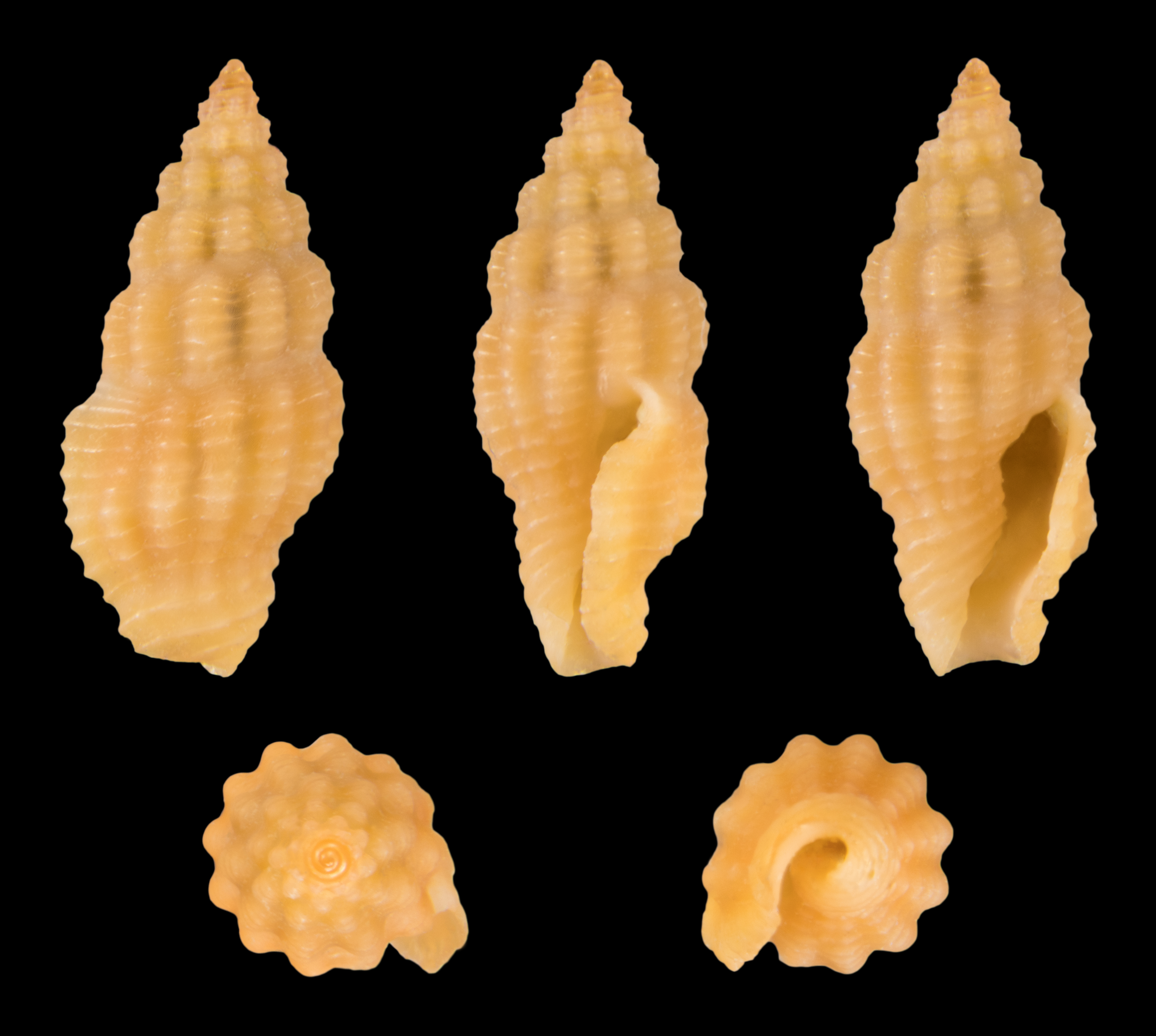
Lienardia crassicostata, un Clathurellidae.
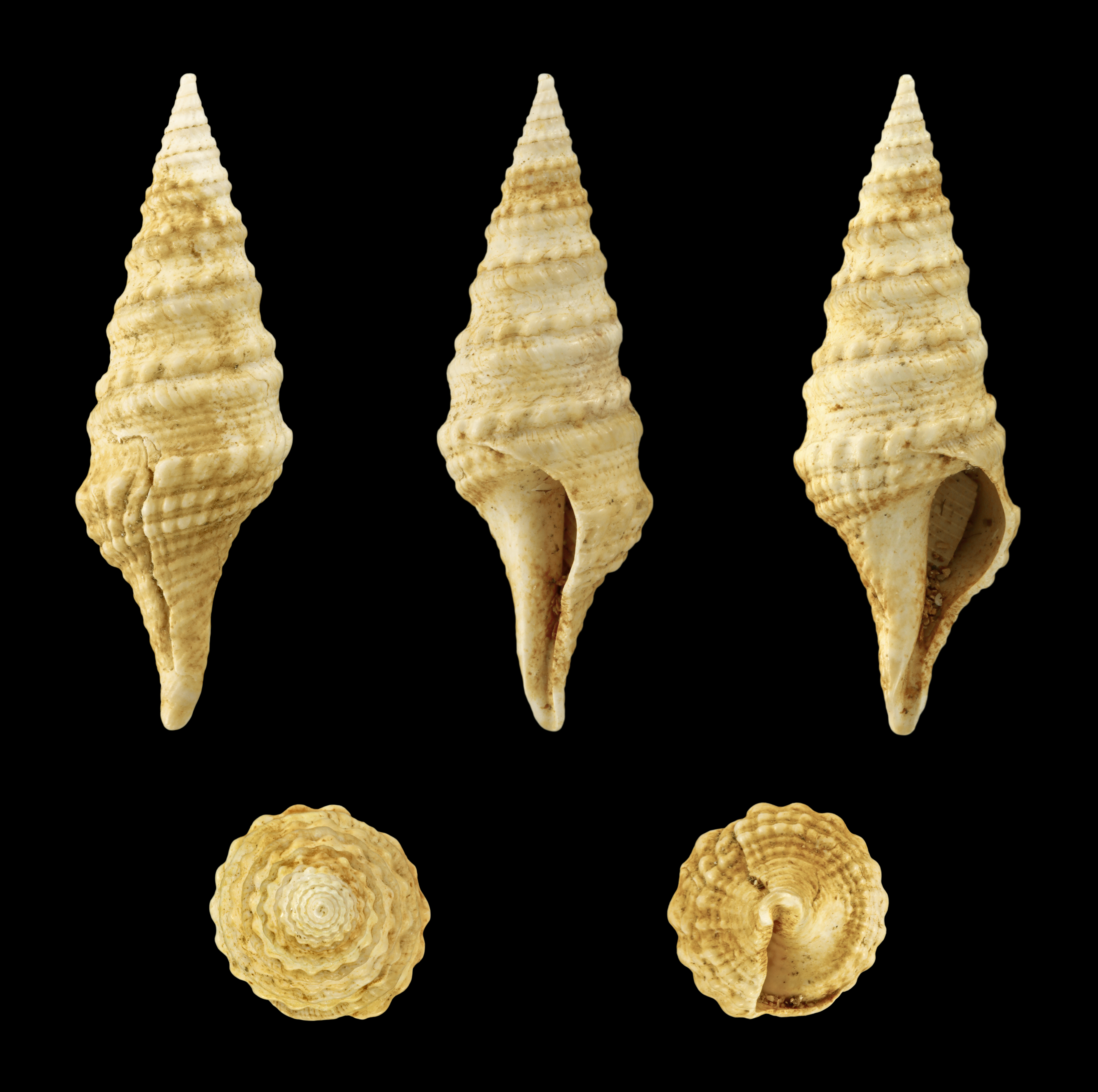
Clavatula asperulata, un Clavatulidae.
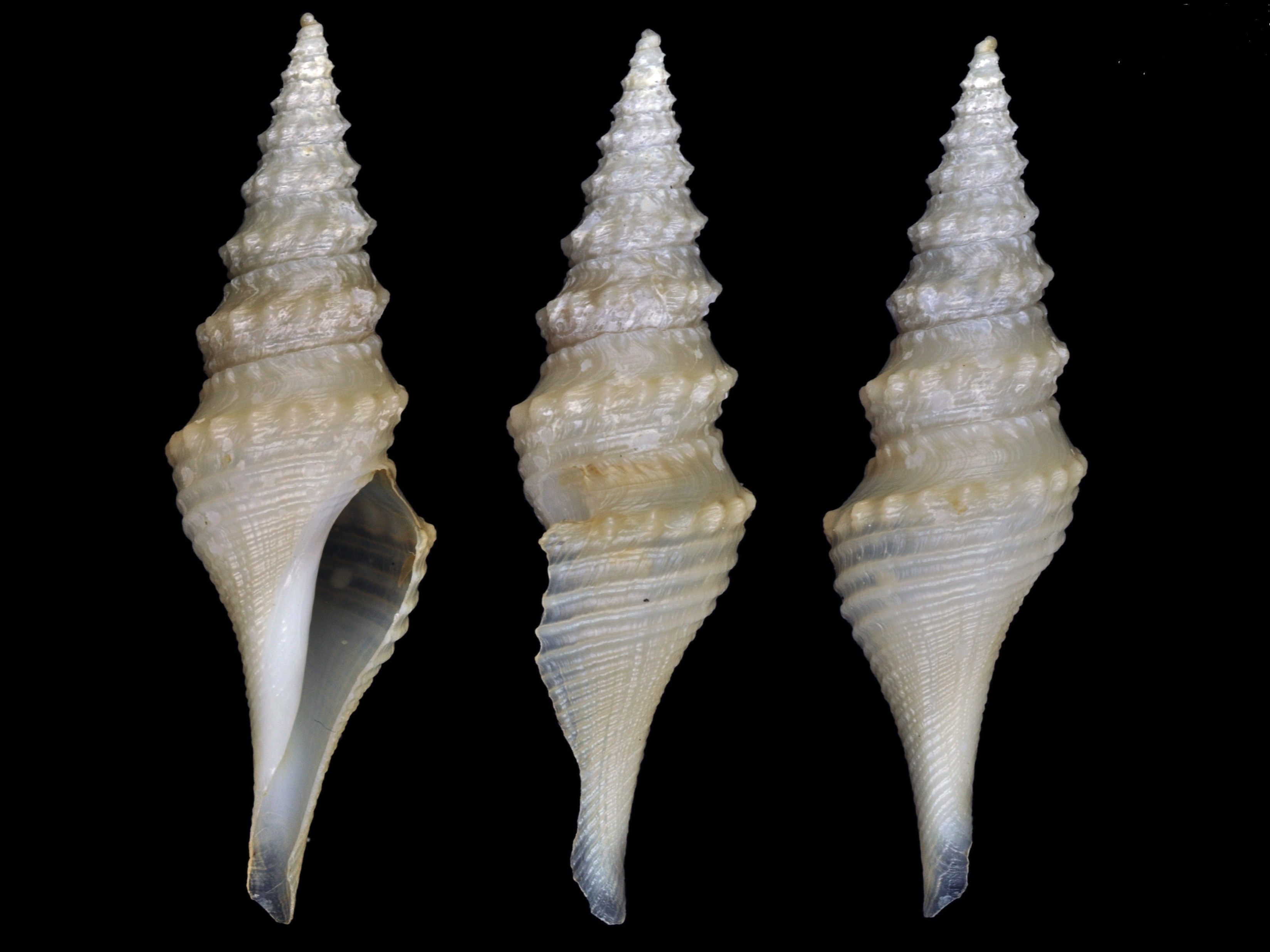
Comispira compta, un Cochlespiridae.
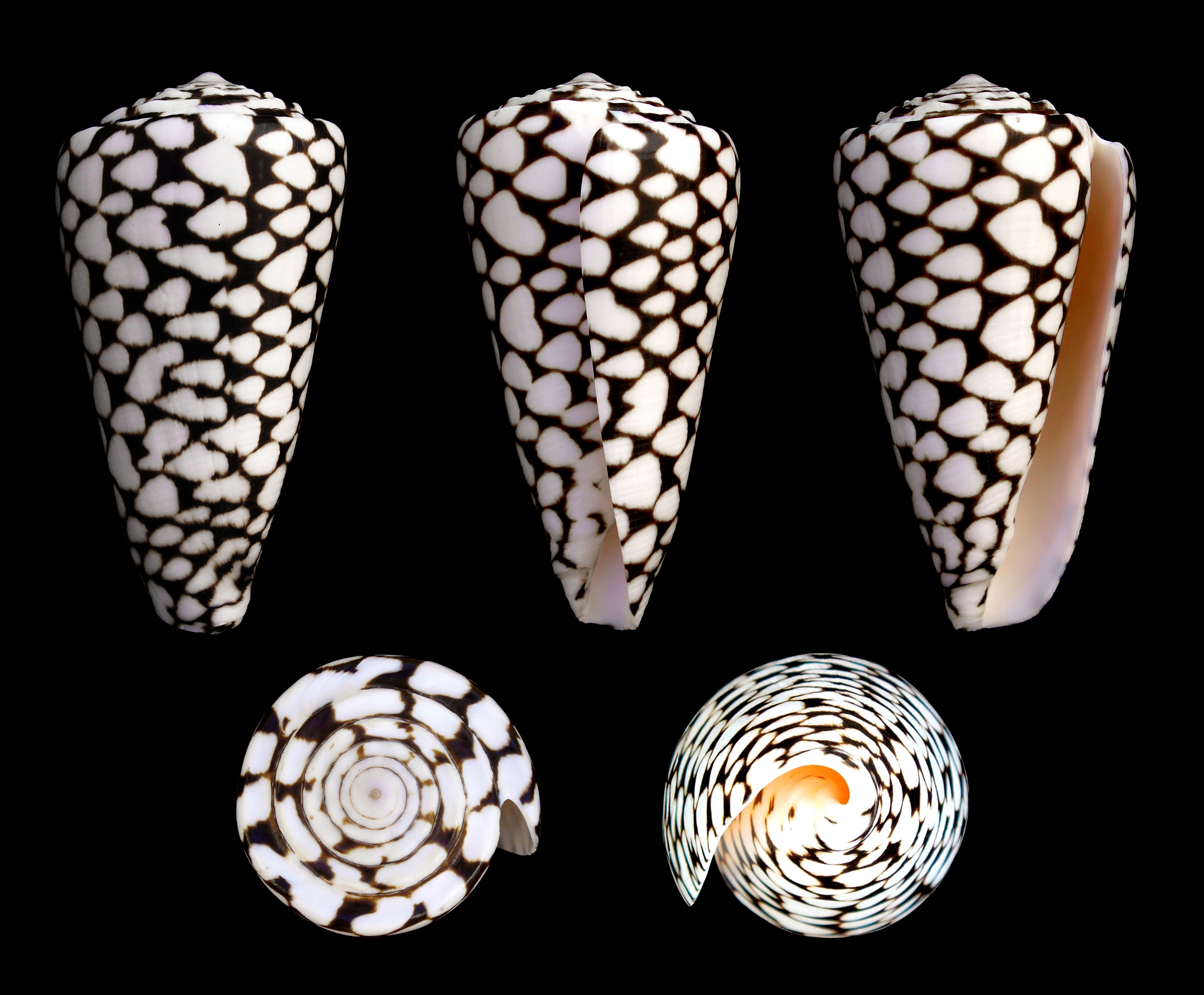
Conus marmoreus, un Conidae.
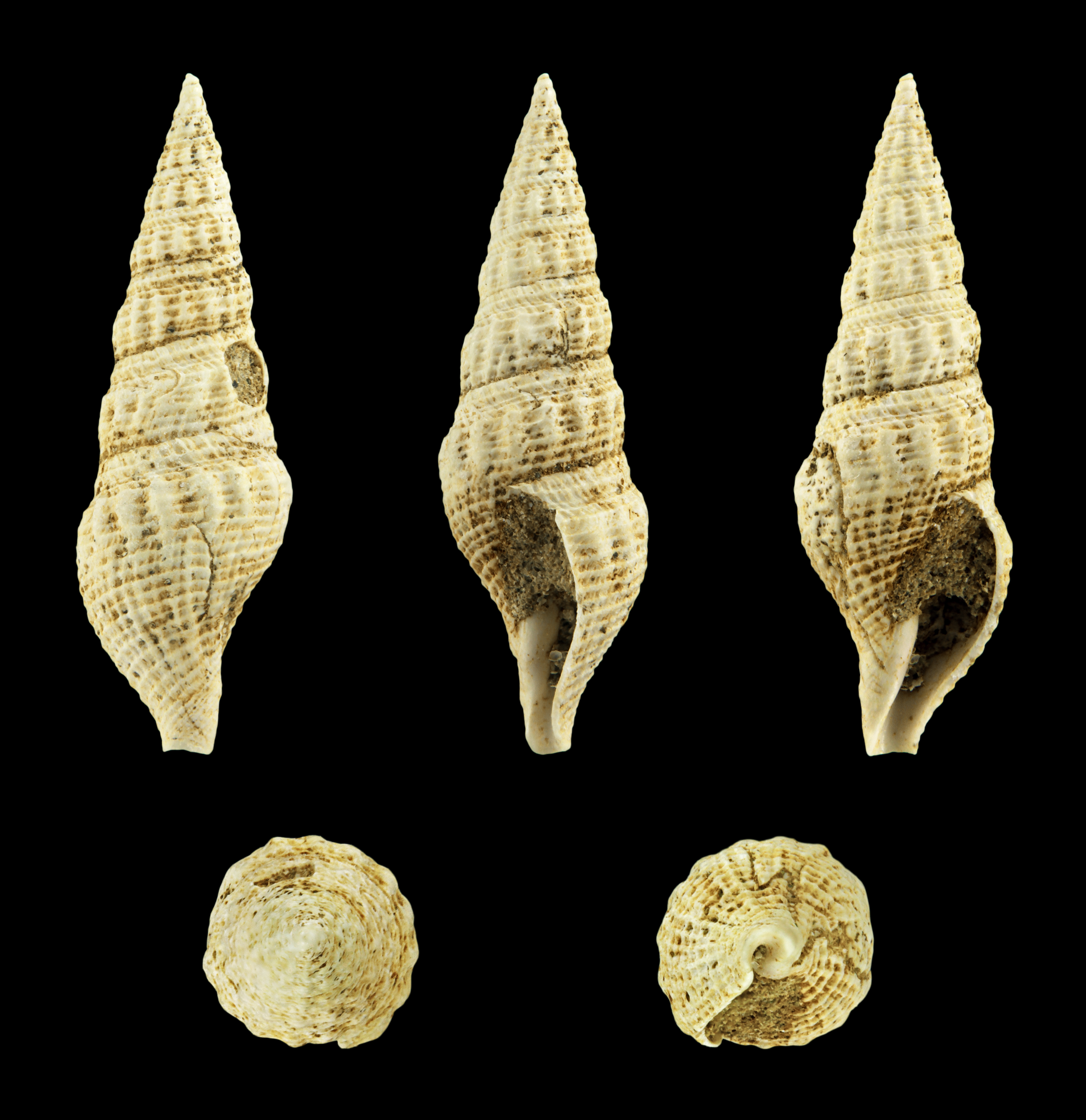
Drillia miocaenica, un Drilliidae.
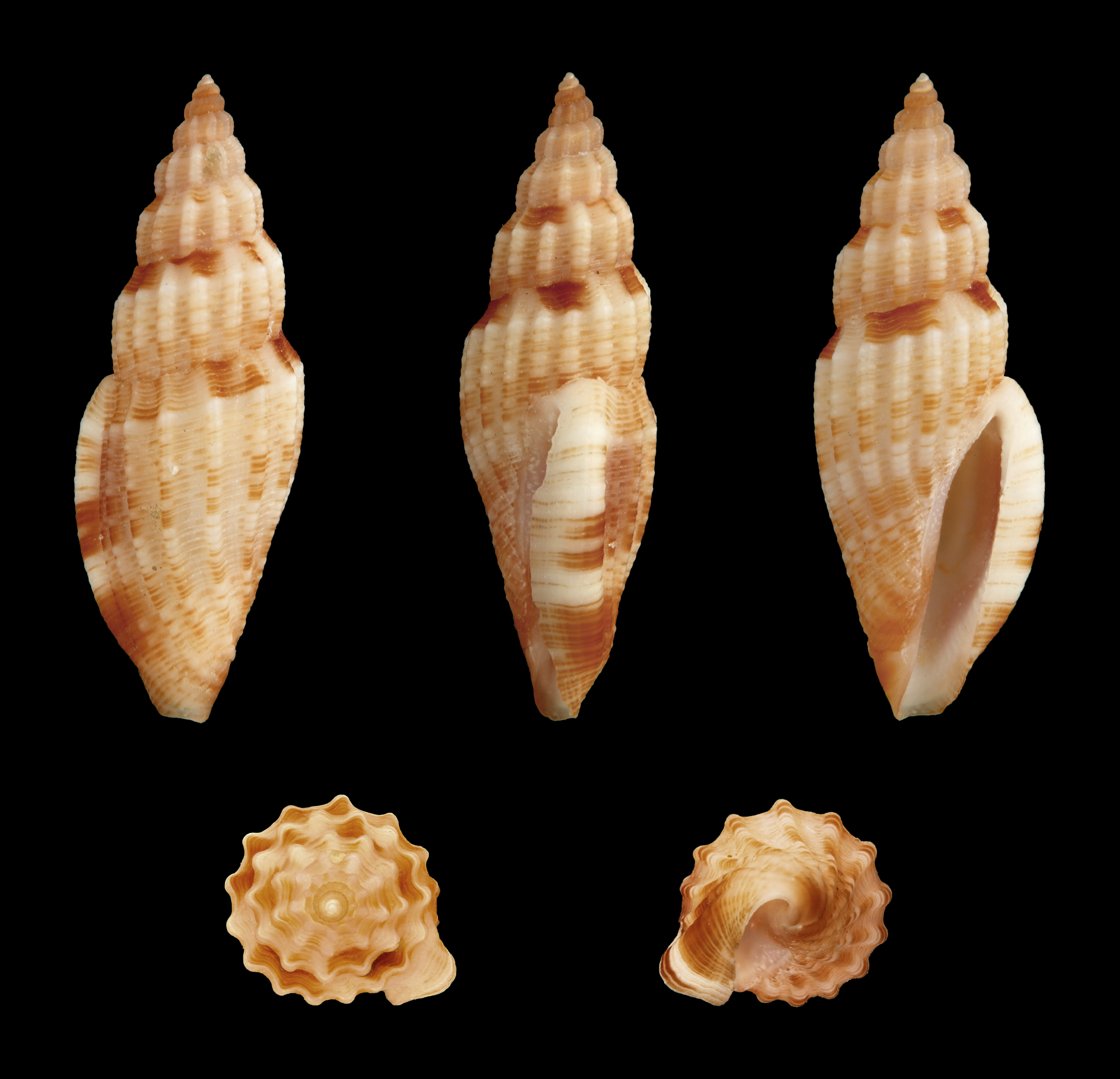
Gingicithara cylindrica (en), un Mangeliidae.
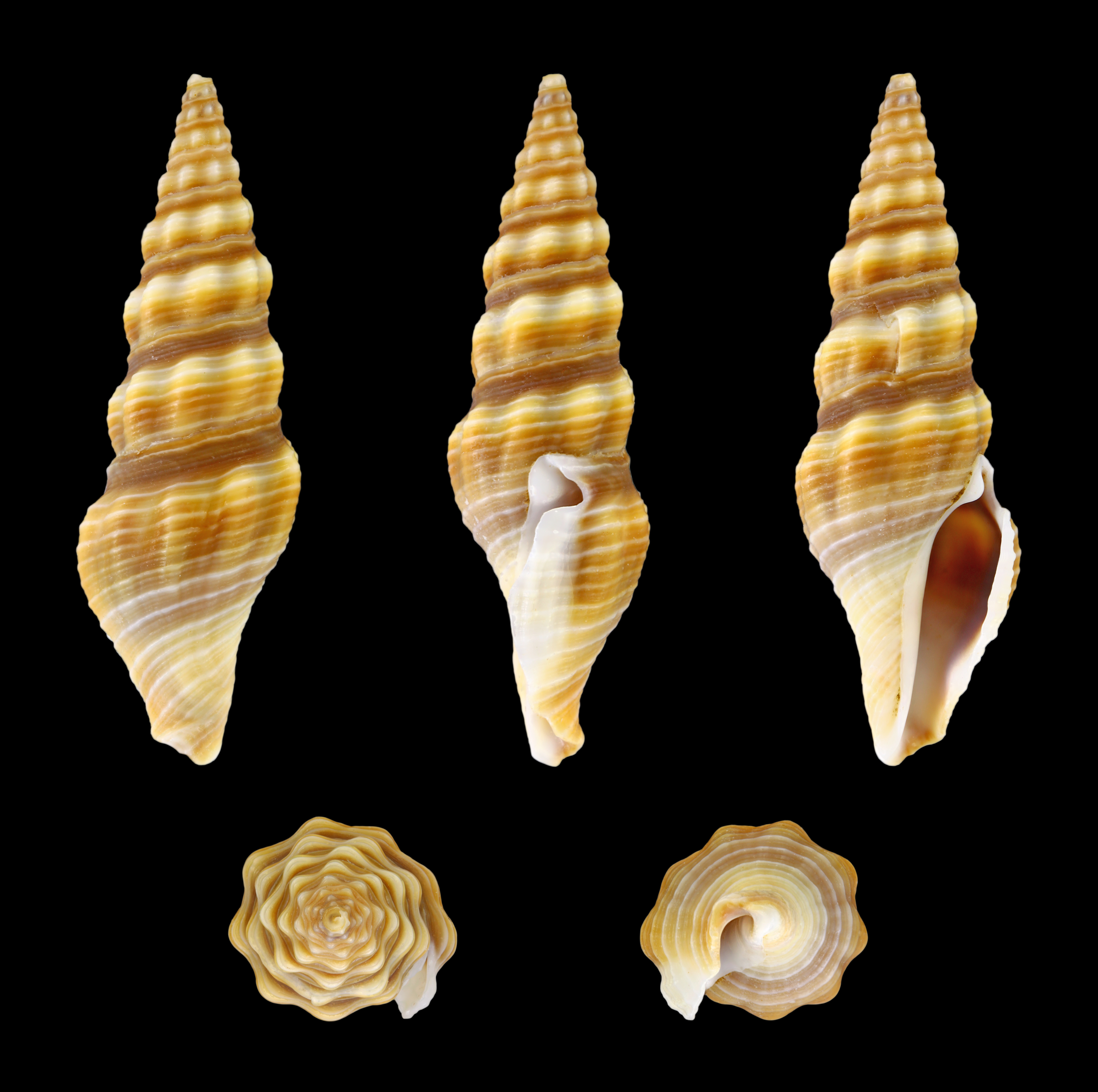
Ptychobela nodulosa (en), un Pseudomelatomidae.
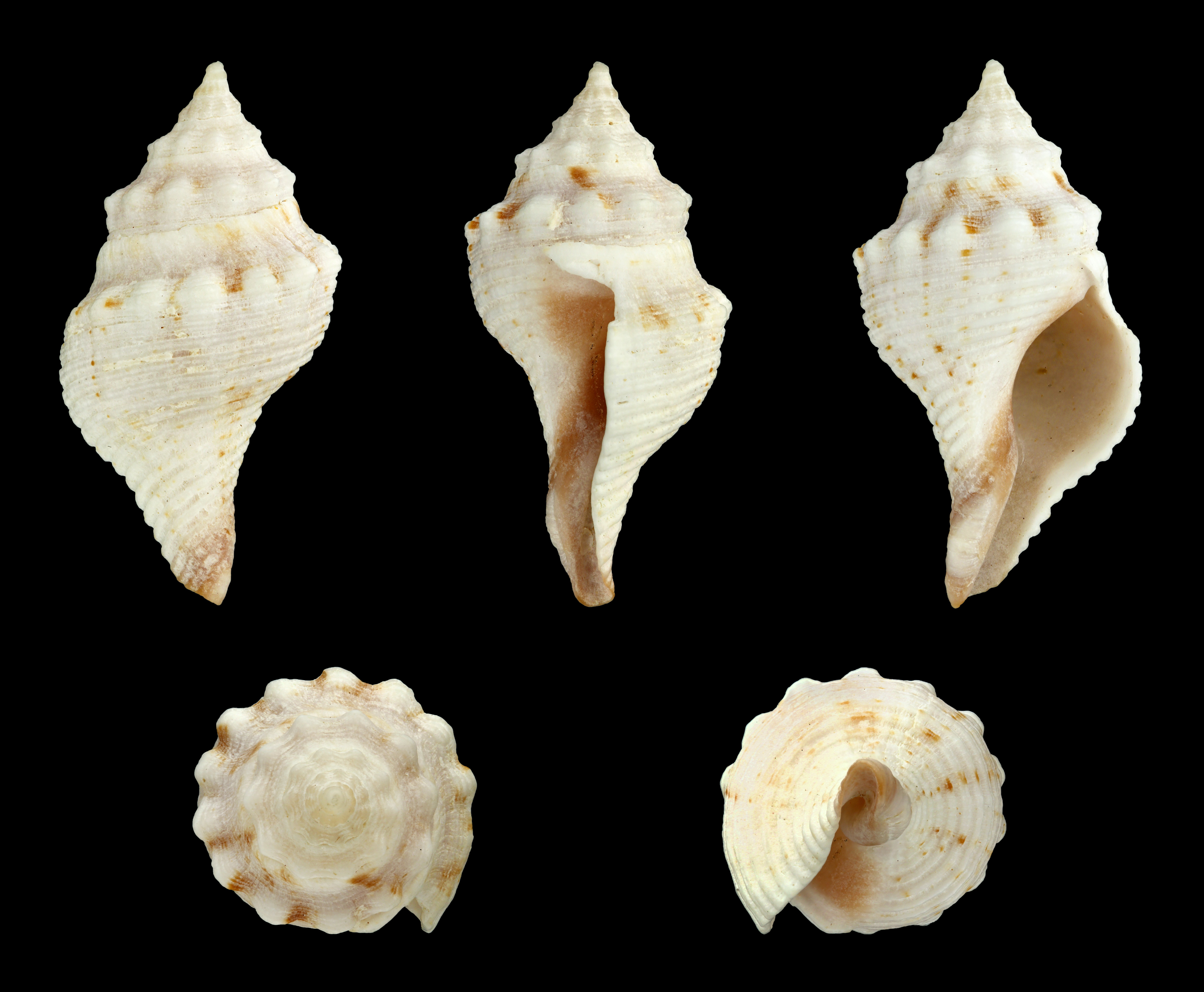
Gymnobela bairdii (en), un Raphitomidae.
Terebra dislocata (en), un Terebridae.
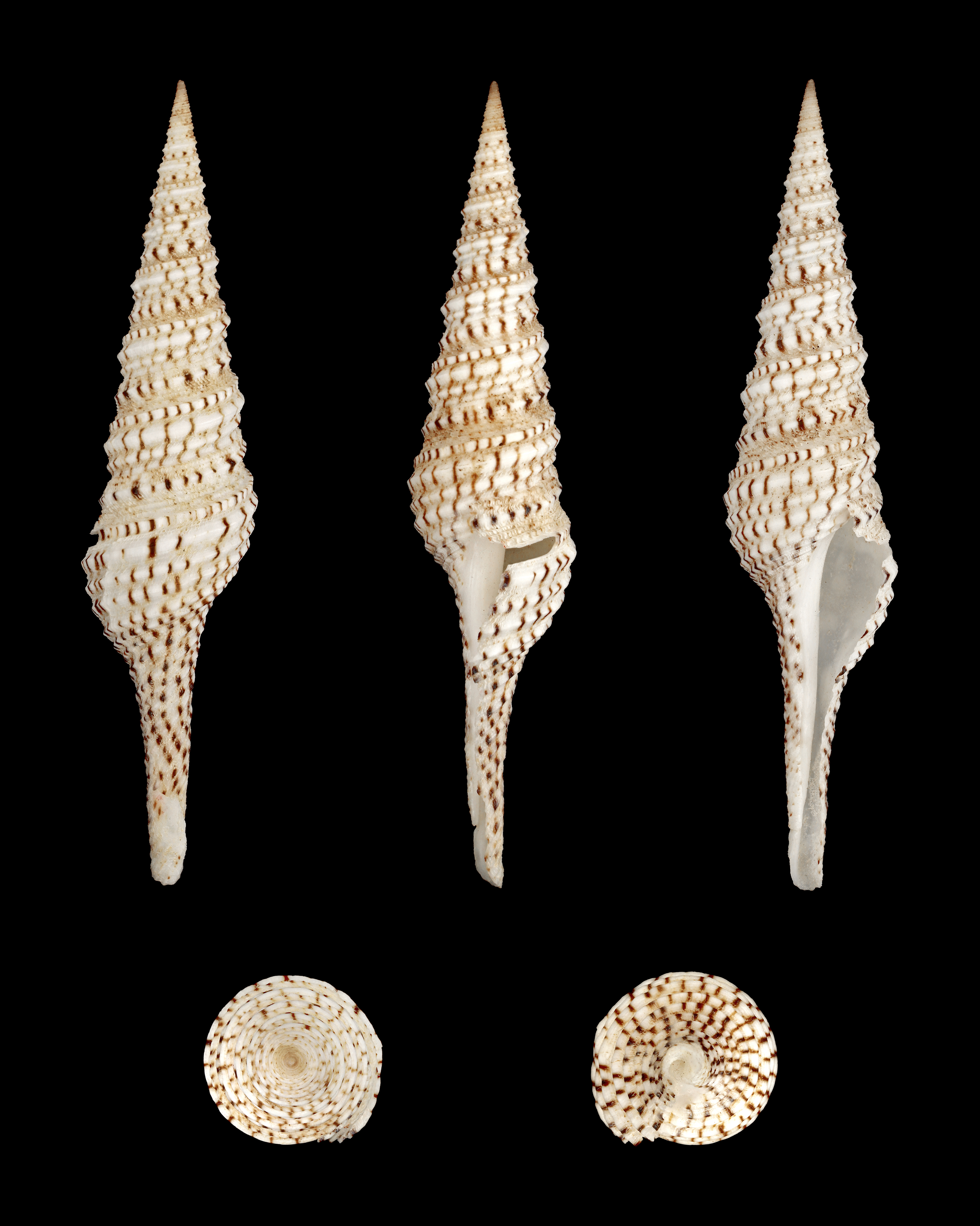
Turris crispa (en), un Turridae.
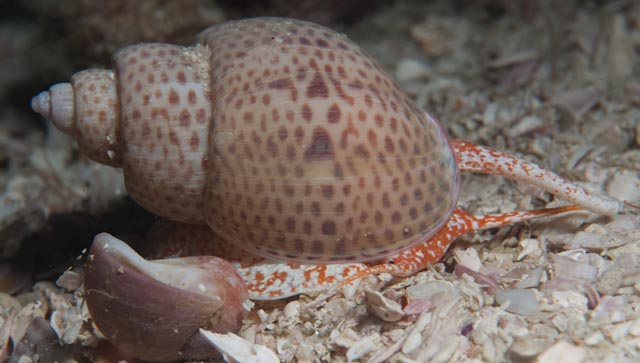
Zemiropsis papillaris (en), un Babyloniidae.
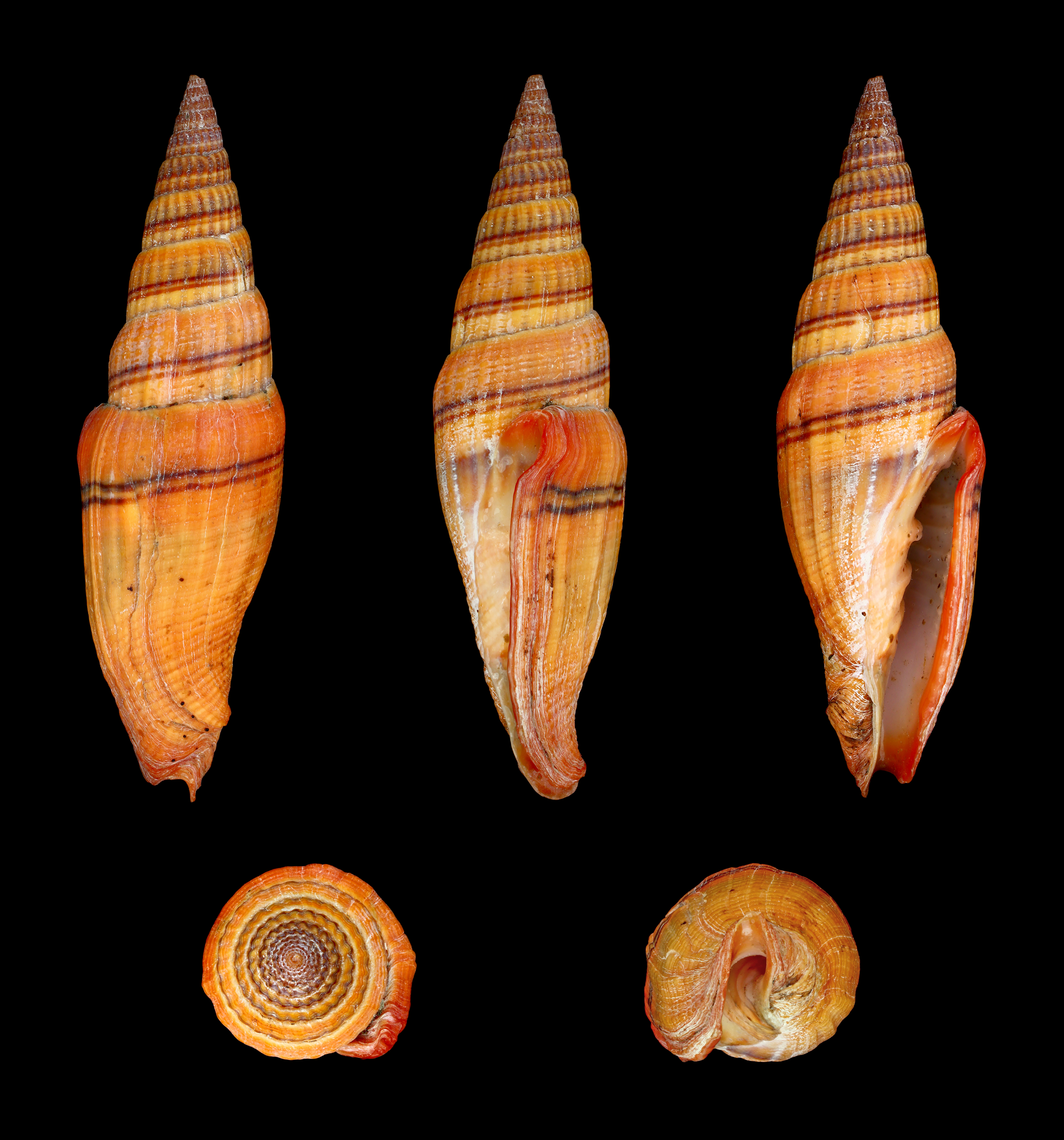
Vexillum ornatum, un Costellariidae.
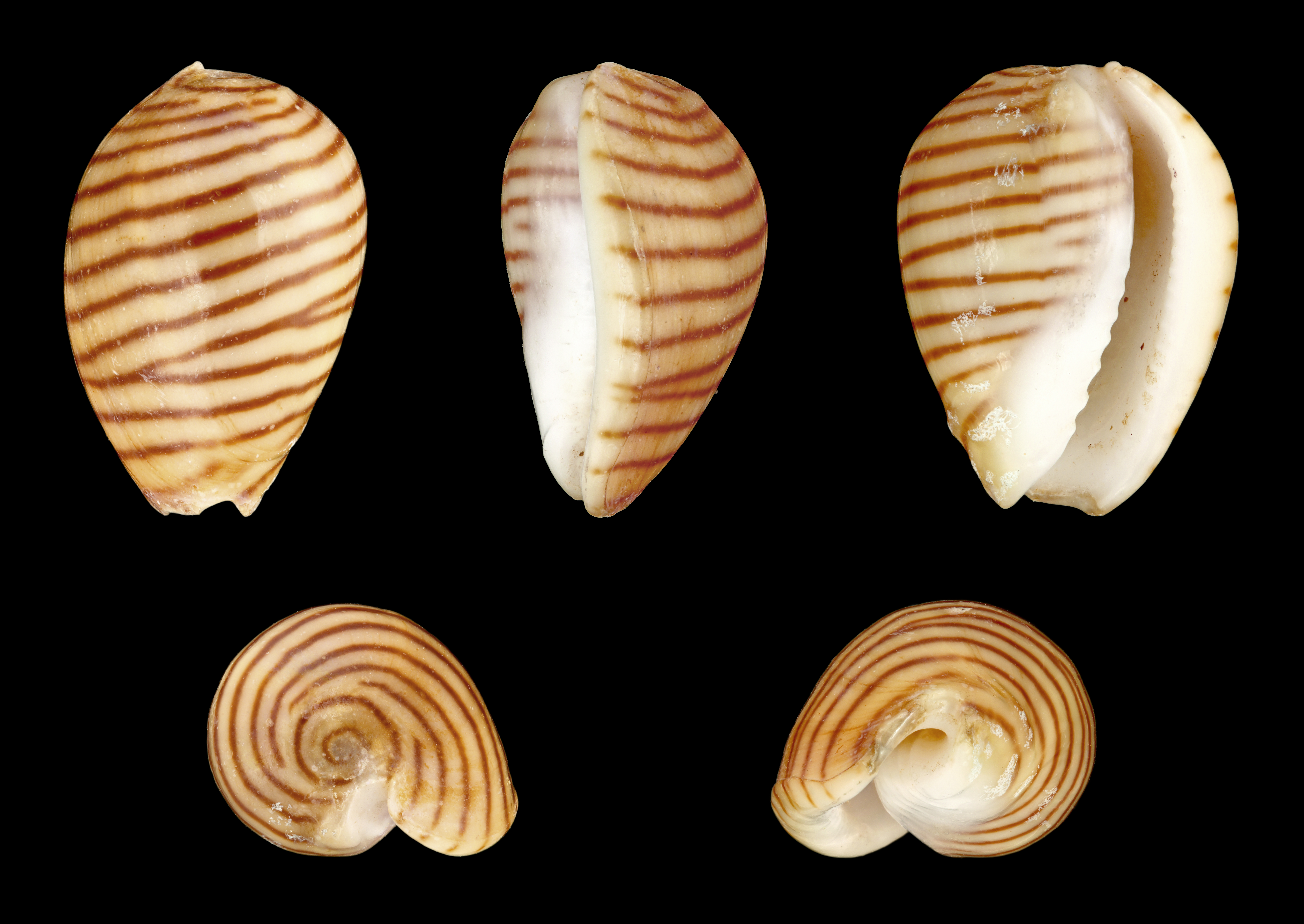
Persicula cingulata (en), un Cystiscidae.
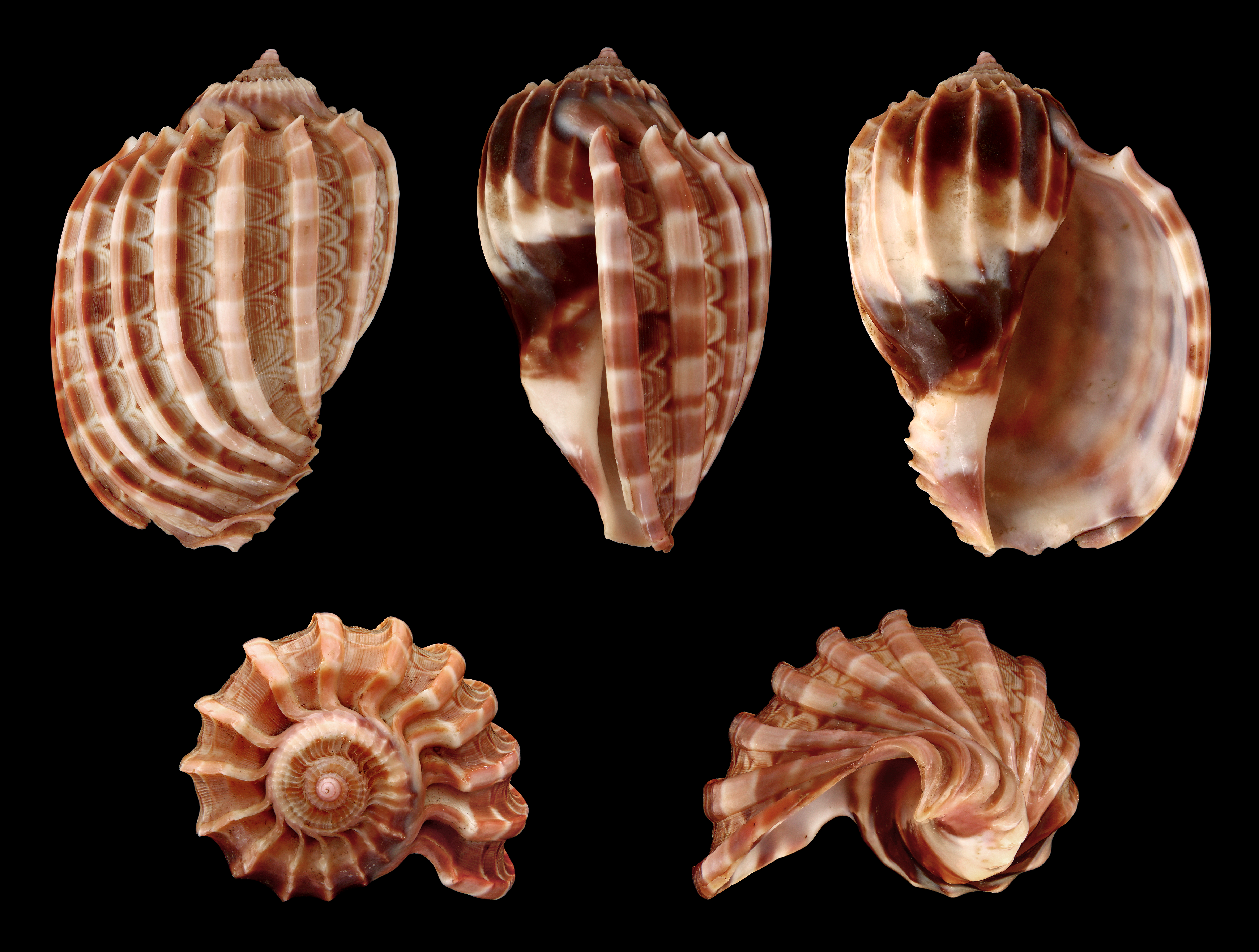
Harpa davidis (en), un Harpidae.
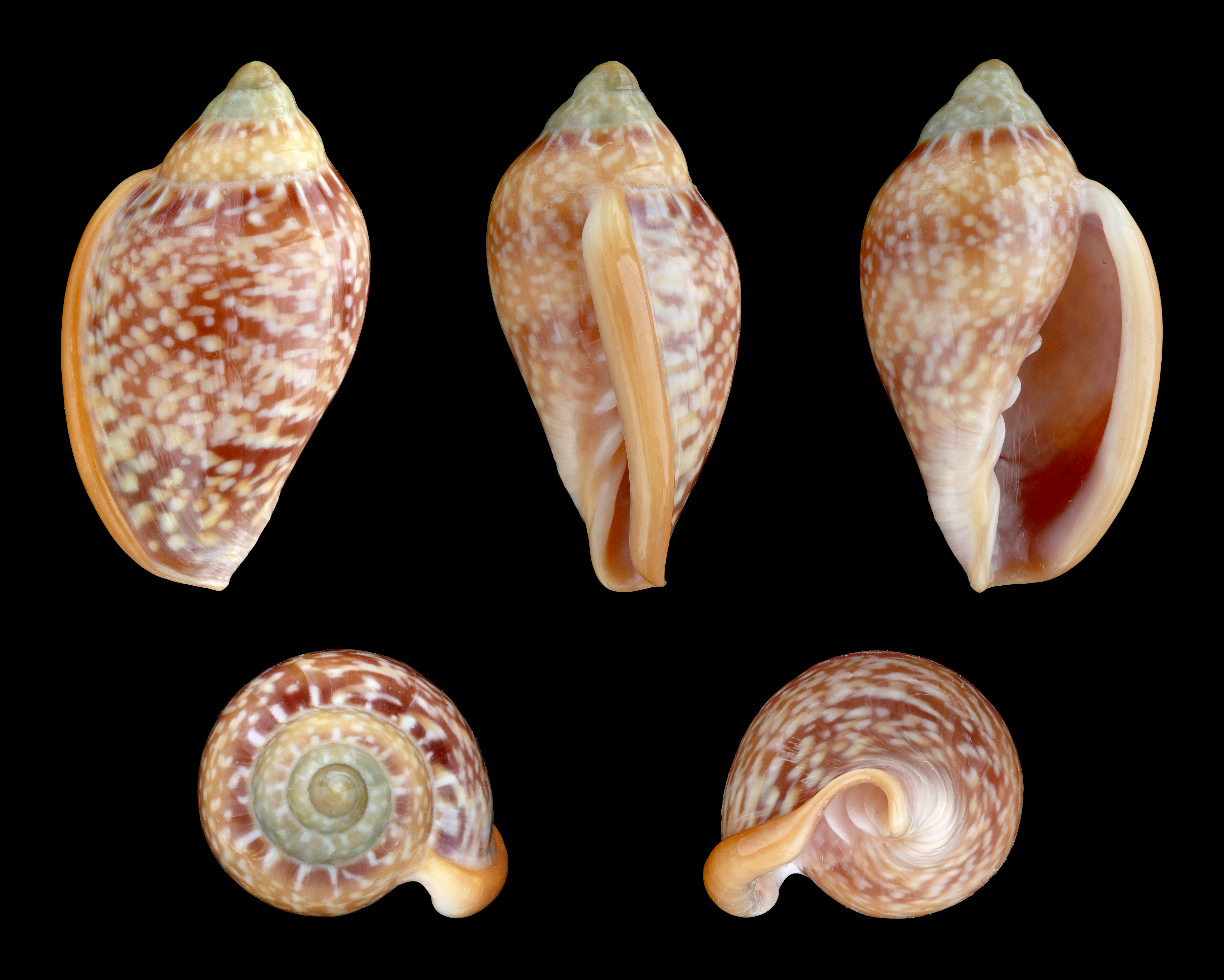
Marginella glabella (en), un Marginellidae.
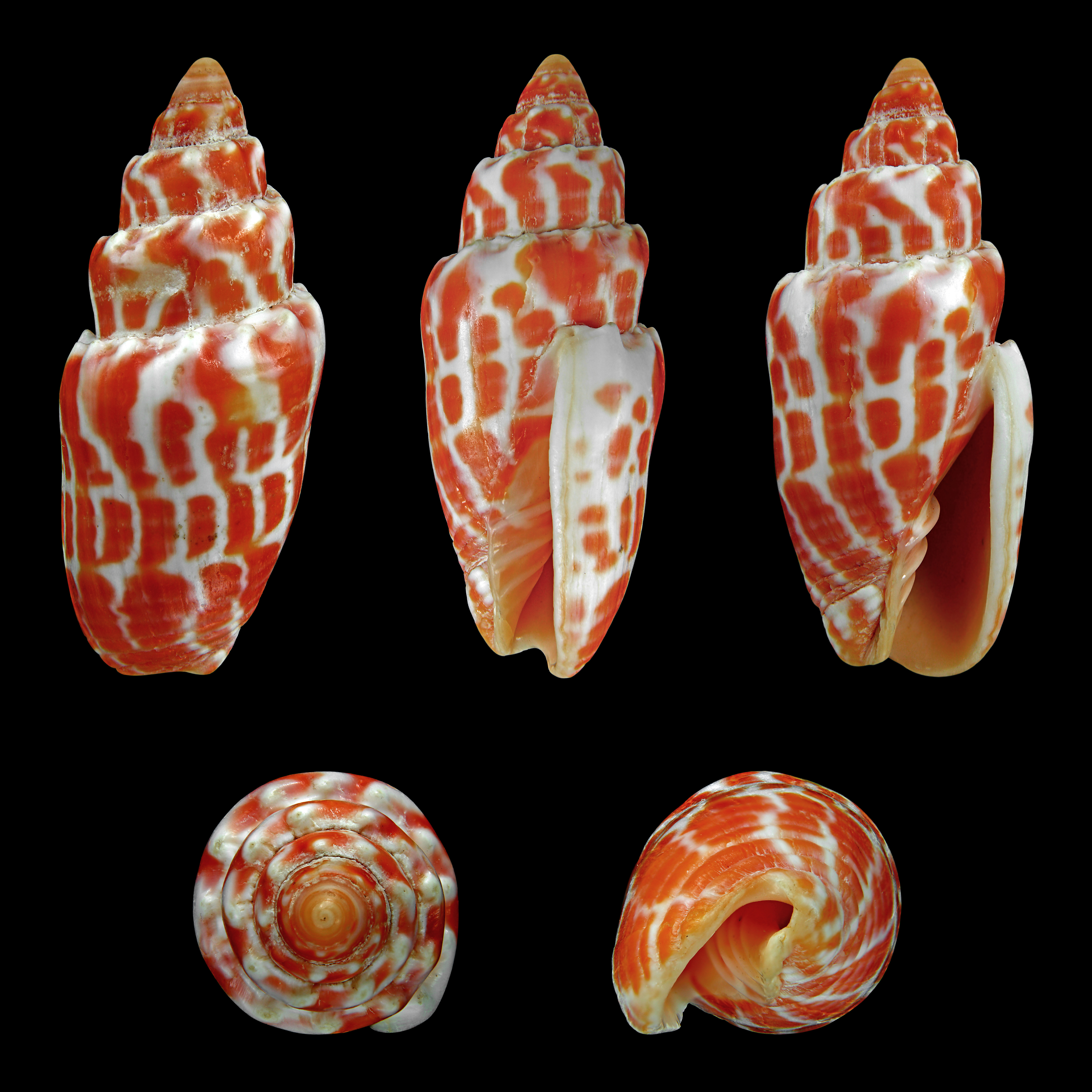
Mitra stictica, un Mitridae.
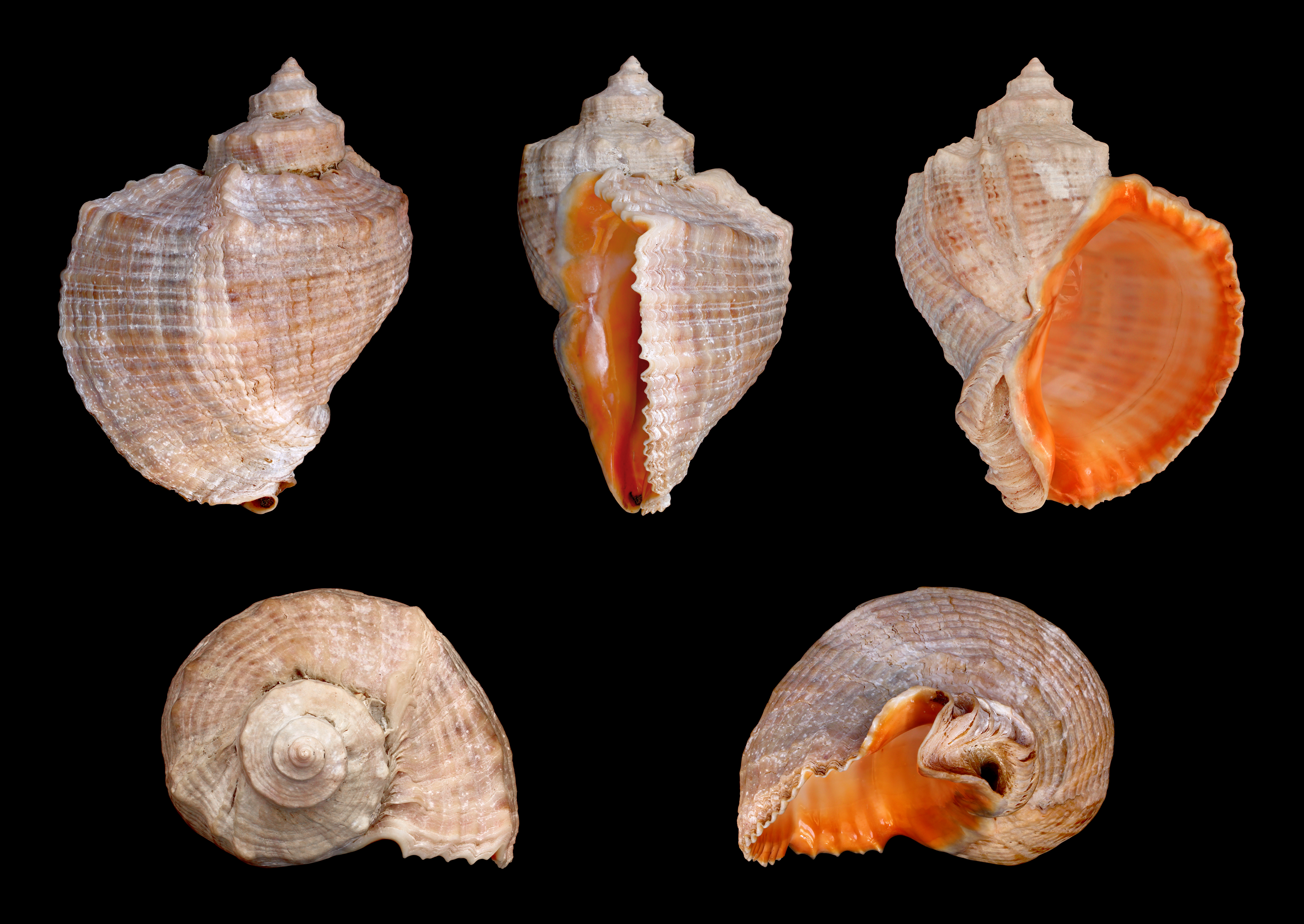
Rapana venosa, un Muricidae.
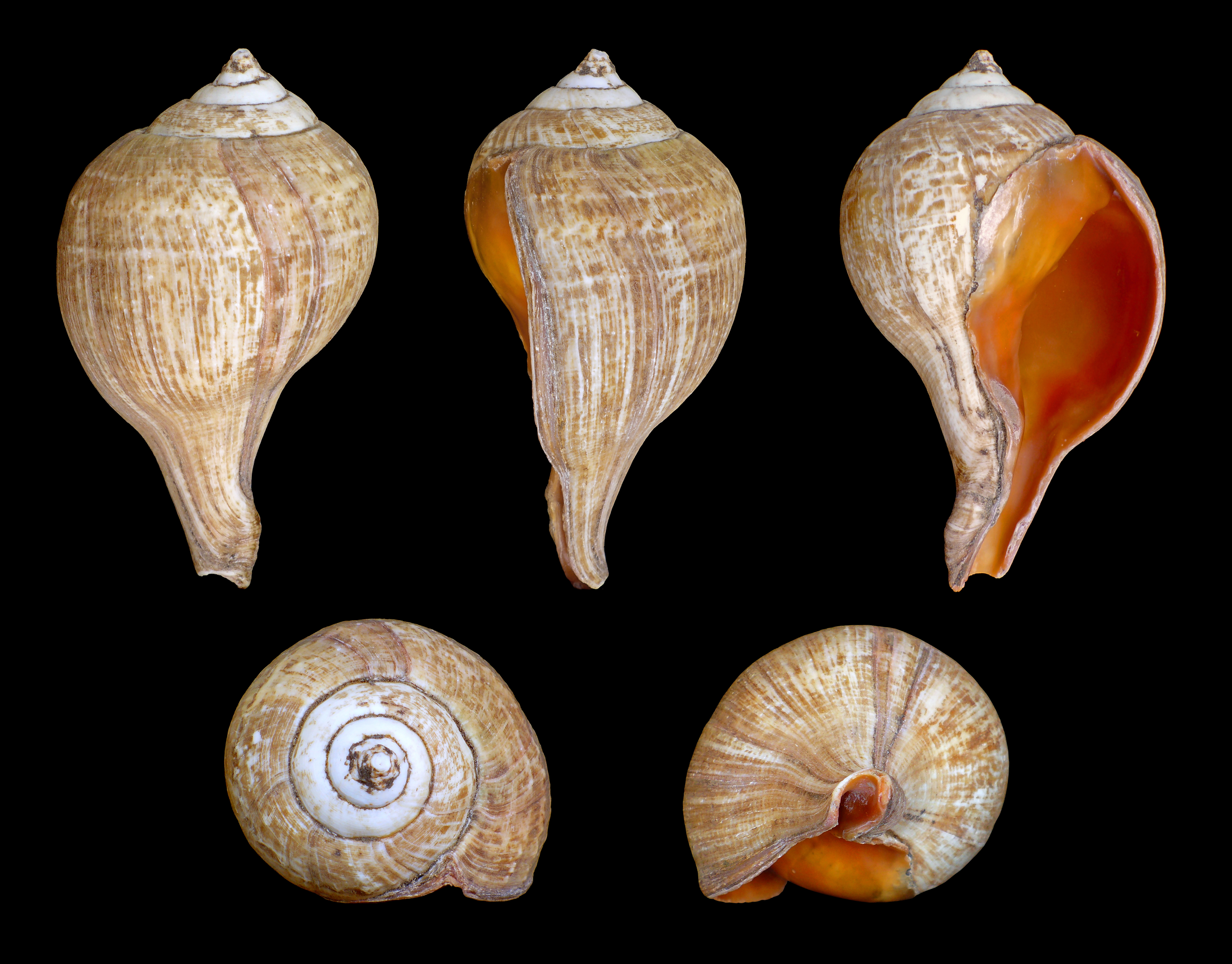
Turbinella pyrum (en), un Turbinellidae.
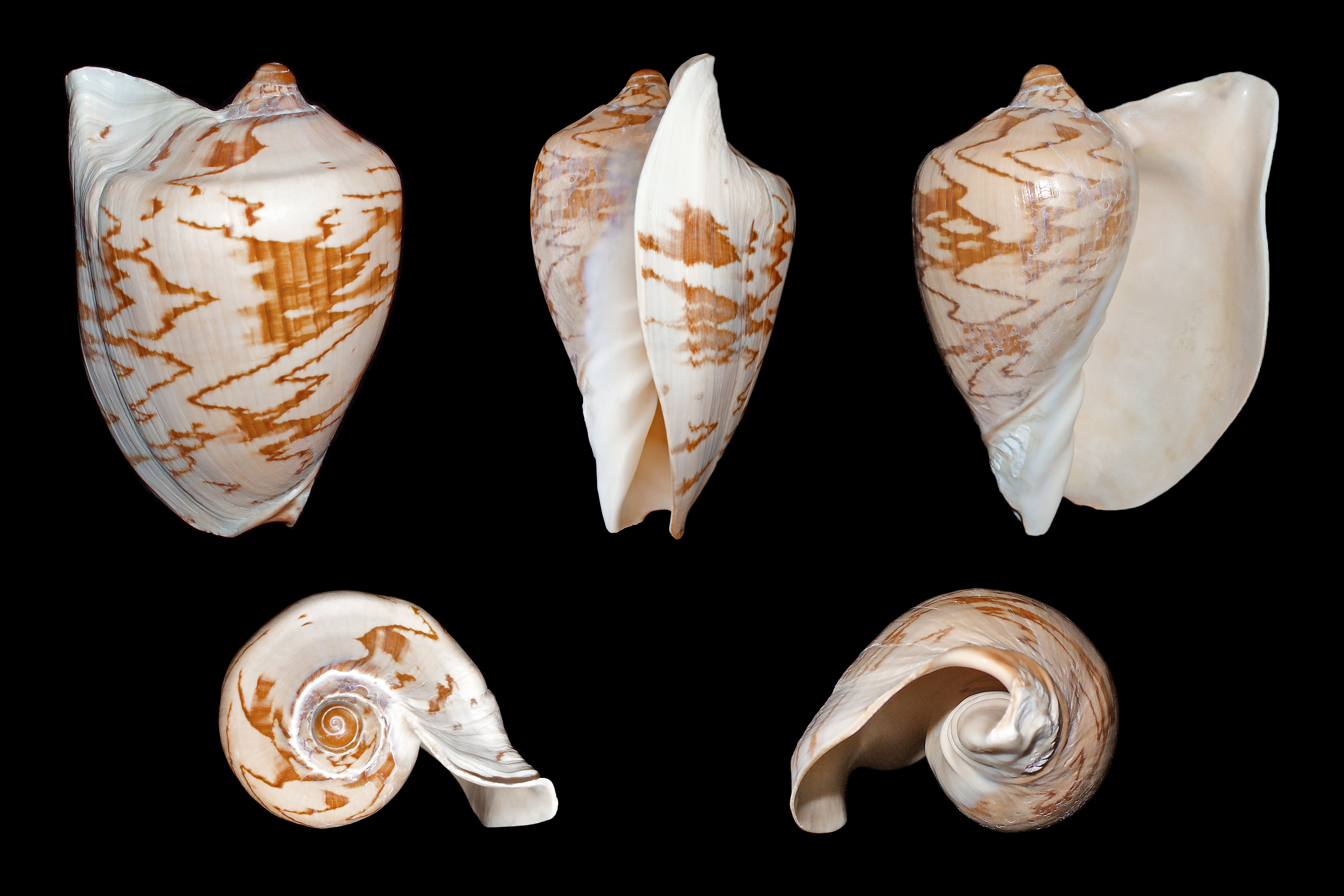
Cymbiola nobilis, un Volutidae.
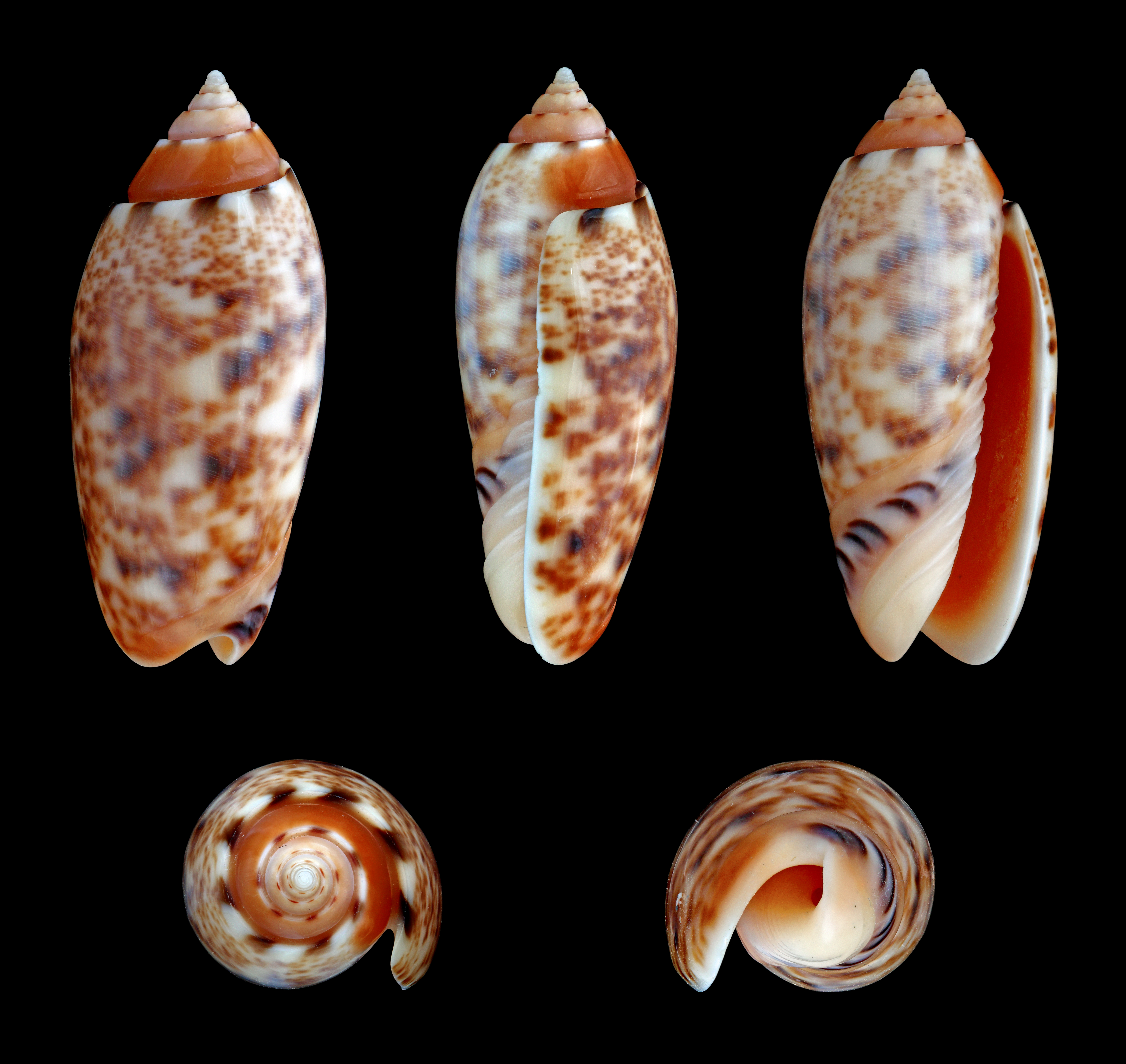
Oliva mantichora (en), un Olividae.